# David Blaine
David Blaine, właściwie David Blaine White (ur. 4 kwietnia 1973 w Nowym Jorku) – amerykański iluzjonista i kaskader.

## Życiorys
Syn portorykańskiego katolika weterana wojny wietnamskiej Williama Péreza i nowojorskiej nauczycielki Patrice Maureen White (ur. 1946, zm. 1995 na raka jajnika), która miała korzenie rosyjsko-żydowskie. Wychowany był przez samotną matkę i ojczyma Johna Bukalo. Dorastał wraz z przyrodnim bratem Michaelem Jamesem Bukalo. Ukończył Passaic Valley Regional High School.
Rozpoczął swoją karierę od występów ulicznych i sztuczek z kartami. W 1999 roku wykonał pokaz Pogrzebany żywcem (Buried Alive) dając się pochować w plastikowym pojemniku na siedem dni pod 3-tonowym zbiornikiem z wodą. Nie jadł nic przez dwa tygodnie przed pogrzebaniem w ramach przygotowań. W czasie występu pił około 3 litrów wody dziennie.
W kwietniu 2000 roku, Blaine wykonał pokaz Frozen in Time podczas którego został zamknięty w „szafie” z przezroczystego lodu. Przebywał tam 63 godziny 42 minuty i 15 sekund i, jak później przyznał, dopiero po miesiącu mógł znowu normalnie chodzićDavid Blaine: Frozen in Time (2000) w bazie IMDb (ang.).
Spotykał się z Madonną i Fioną Apple, Bijou Phillips (1999), Josie Maran (2000-2002), Daryl Hannah (2002), Manon von Gerkan (2002), Mallory Snyder (2004), Lonneke Engel (2006) i Alizée Guinochet (2008-2014).